# Conjunto Residencial da Universidade de São Paulo
Das Conjunto Residencial da Universidade de São Paulo (CRUSP) ist eine 1963 errichtete Siedlung im Plattenbaustil im Campus Armando de Salles Oliveira der Universität São Paulo.

## Lage
Das CRUSP wird im Süden vom Museu de Arte Contemporânea da Universidade de São Paulo (Außenstelle USP), im Osten von den Sportanlagen der Universität, im Norden von der Avenida Professor Mello Moraes und im Westen von der Praça do relógio („Uhrenplatz“) begrenzt. Nach baulichen Änderungen besteht das Ensemble heute aus 8 sechsstöckigen Bauten.

## Geschichte

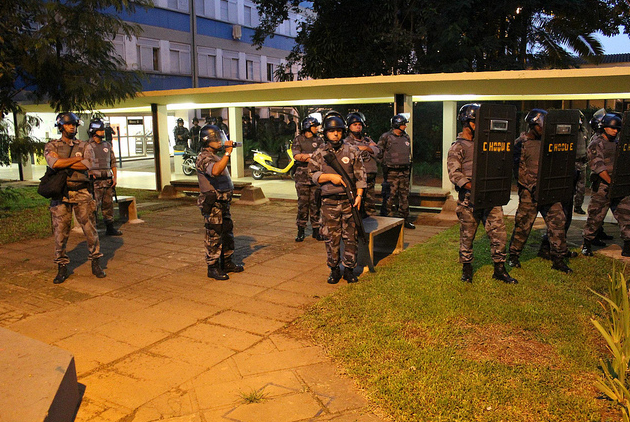
Im Oktober 2011 invadierte die paulistanische Militärpolizei das CRUSP.

Das CRUSP wurde 1963 als Unterkunft für die Teilnehmenden der Panamerikanischen Spiele 1963 errichtet. Architekten waren Eduardo Kneese de Mello, Joel Ramalho Júnior und Sidney de Oliveira. Im selben Jahr wurde es am 12. Salão Paulista de Arte Moderna mit der Grande Medalha de Ouro ausgezeichnet.
Danach wurde es Studentenwohnheim. Das Wohnheim wird von der Coordenadoria Saúde Assistência Social Coseas Usp („Koordination Gesundheit Sozialhilfe der USP“, COSEAS) verwaltet. Während der Militärdiktatur wurde das Ensemble baulich angepasst, um regimekritischen Bewegungen, die sich im Studentenwohnheim entwickelten, entgegenzuwirken.
1986 wurde der 27-minütige Dokumentarfilm A Experiência Cruspiana („Die cruspianische Erfahrung“) mit José Dirceu als Bewohner des Studentenwohnheims CRUSP an der Biennale Videobrasil gezeigt.
2003 diente das CRUSP als Feld zur Erforschung kommunikativ erzeugter Sinnwelten. Die Zahl der Bewohner ist unbekannt; 2010 unternahm die Verwaltung COSEAS Maßnahmen, um die Zahl der moradores irregulares („unangemeldete Bewohner“) zu verringern. 2011 war es Brennpunkt von Studentenprotesten.